# گروس روناو
گروس روناو (به آلمانی: Groß Rönnau) یک شهر در آلمان است که در زگه‌برگ واقع شده‌است. گروس روناو ۵۷۷ نفر جمعیت دارد.